# Milan Markovič
Milan Markovič (* 14. července 1943, Bratislava) je slovenský humorista, herec, moderátor, původním povoláním pedagog.

## Studium
- 1960–1964 Pedagogická fakulta Univerzity Komenského v Trnavě
- 1969–1974 Filozofická fakulta Univerzity Komenského v Bratislavě (1980 PhDr.)

## Profesionální životopis
- 1965–1968 učitel ZDŠ Gajary a ZDŠ Bratislava-Slovany
- 1969–1975 redaktor slovenských Učiteľských novín
- 1976–1985 redaktor Československého rozhlasu v Bratislavě
- 1970–1986 člen Radošinského naivného divadla – herec, autor písní
- od r. 1986 ve svobodném povolání jako scenárista, herec, moderátor

## Divadelní a jevištní představení
- Nevyzúvajte sa, prosím…
- Učiteľ za nič nemôže (One man show 1989–1990) režie: Jiří Císler.
- Zakázaný ostrov (1989 – se Štúdiom 77, Spišská Nová Ves)
- Večer Milana Markoviče
- Francouzská kuchyně (P.A.Bréal. Slovenské tieňové divadlo Milana Markoviče – 1996)
- Zo šikmej plochy (1997–1999) Zájezdové představení pro Českou republiku s účastí hostí známých z různých televizních programů
- Slovenský ráj (premiéra 6. prosince2002 v Štúdiu L+S, Bratislava) – kabaretní komedie s písničkami, autor Viliam Klimáček, režie: Emil Horváth, postava otce
- Dvojdohoda (od 23. října 2003)
- Sorry alebo Markovič za mrežami (Basisti) (od 29. prosince 2003 do roku 2006)
- KOZA alebo Kto je Sylvia (od 15. března 2004) – Divadlo Aréna. Nejúspěšnější divadelní hra v roce 2002 od Edwarda Albeeho, postava Ross Tuttle, režie: Martin Čičvák
- Inspektor Drake a dokonalý zločin (od 25. listopad 2005) – Divadlo West. Detektivní komedie Davida Tristrama, postava Inspektor Drake, režie: Emil Horváth

## Rozhlas
- Variácie – zábavné ohýbání slov na nedělní dopoledne (Slovenský rozhlas 1976–1986)
- Pod Pyramídou – talk-show z rozhlasové domácnosti (Slovenský rozhlas 1987–1991)
- Uhol nadhľadu – (Rádio Twist 2003–2004)
- Milánium – komponovaný zábavný program, (Rádio Twist 2001–2004).
- Moji spolubývajúci – rozhlasová knihovnička přibližující oblíbené knížky Milana Markoviče (Slovenský rozhlas od listopadu 2006)
- Podvod – rozhlasový zábavní program (veřejná nahrávka) dvojice Milan Markovič – Jan Nedvěd (V rámci Nedělního zábavníku, Slovenský rozhlas od března 2007)

## Televize
- Zoznámte sa, prosím… (Slovenská televize 1992)
- Večer Milana Markoviče (Slovenská televize 1993–1994, 1999–2001, 2003). V roce 2002 na TV Markíza
- Škola života (TV Nova 1993)
- Na šikmej ploche (Česká televize 1995–1998)
- Na rovinu (Česká televize 1999)
- Dáma (TV Prima 1996–1997)
- Nevyzúvajte sa, prosím… (Slovenská televize 27.2.1992, TV Luna 25.12.1999)
- Moja vec (TV Luna 1999–2000)
- HroMMozvod (TV Luna 2000)
- Športovec storočia (Slovenská televize 22.12.2000)
- Sedem s.r.o. (TV Markíza) – S účastí Milana Markoviče od listopadu 2004
- Dementi (TV Prima) – S účastí Milana Markoviče od září 2005
- Konečně jsi tady! (TV Prima) – S účastí Milana Markoviče od března 2007